# Svenska basketligan 2020-21
La temporada 2020-2021 de la Svenska basketligan fue la edición número 28 de la Svenska basketligan, el primer nivel de baloncesto en Suecia. La temporada comenzó el 18 de octubre de 2020 y terminó la temporada regular el 16 de abril de 2021. Acabó con la victoria del Norrköping Dolphins, que lograba su quinto título.

## Formato
Los nueve equipos jugarían cuatro partidos contra cada uno de los otros equipos para un total de 32 partidos. Los ocho equipos mejor calificados disputarían los playoffs, mientras que el noveno clasificado sería relegado directamente a la segunda división.

## Equipos
El 16 de junio de 2020 se anunció que el Fryshuset Basket, primer clasificado de la Superettan, la segunda división, ascendía a la máxima categoría. Por otro lado, el Wetterbygden Stars anunció que dejaba la competición, por problemas de financiación económica, dejando la liga en nueve equipos.
| Equipo              | Ciudad     | Pabellón             | Capacidad |
| ------------------- | ---------- | -------------------- | --------- |
| Luleå               | Luleå      | Luleå Energi Arena   | 2,700     |
| Fryshuset           | Estocolmo  | Fryshuset Arenan     | 3,000     |
| Borås               | Borås      | Boråshallen          | 3,000     |
| Jämtland            | Östersund  | Östersunds sporthall | 1,700     |
| Köping Stars        | Köping     | Karlbergshallen      | 650       |
| Norrköping Dolphins | Norrköping | Stadium Arena        | 4,500     |
| Nässjö              | Nässjö     | Nässjö Sporthall     | 1,200     |
| Södertälje Kings    | Södertälje | Täljehallen          | 2,200     |
| Umeå                | Umeå       | Umeå Energi Arena    | 1,270     |

## Temporada regular

### Clasificación
|                                                       | Equipo              | J  | G  | P  | PF   | PC   | DP   |
| ----------------------------------------------------- | ------------------- | -- | -- | -- | ---- | ---- | ---- |
| 1                                                     | Södertälje Kings    | 32 | 24 | 8  | 2698 | 2476 | 222  |
| 2                                                     | Norrköping Dolphins | 32 | 23 | 9  | 2850 | 2635 | 215  |
| 3                                                     | Borås               | 32 | 22 | 10 | 2958 | 2655 | 303  |
| 4                                                     | Luleå               | 32 | 21 | 11 | 2742 | 2557 | 185  |
| 5                                                     | Jämtland            | 32 | 18 | 14 | 2689 | 2534 | 155  |
| 6                                                     | Nässjö              | 32 | 18 | 14 | 2461 | 2495 | -34  |
| 7                                                     | Köping Stars        | 32 | 11 | 21 | 2593 | 2641 | -48  |
| 8                                                     | Umeå                | 32 | 6  | 26 | 2551 | 2946 | -395 |
| 9                                                     | Fryshuset           | 32 | 1  | 31 | 2524 | 3127 | -603 |
| Fuente: Svenska basketligan; actualización automática |                     |    |    |    |      |      |      |

## Playoffs
|  | Cuartos de final | Cuartos de final    | Cuartos de final |                     |   | Semifinales         | Semifinales | Semifinales |  |   | Final            | Final | Final |  |
|  |                  |                     |                  |                     |   |                     |             |             |  |   |                  |       |       |  |
|  |                  |                     |                  |                     |   |                     |             |             |  |   |                  |       |       |  |
|  | 1                | Södertälje Kings    | 3                |                     |   |                     |             |             |  |   |                  |       |       |  |
|  | 1                | Södertälje Kings    | 3                |                     |   |                     |             |             |  |   |                  |       |       |  |
|  | 8                | Umeå BSKT           | 0                |                     |   |                     |             |             |  |   |                  |       |       |  |
|  | 8                | Umeå BSKT           | 0                |                     | 1 | Södertälje Kings    | 4           |             |  |   |                  |       |       |  |
|  |                  |                     |                  |                     | 1 | Södertälje Kings    | 4           |             |  |   |                  |       |       |  |
|  |                  |                     | 5                | Jämtland Basket     | 3 |                     |             |             |  |   |                  |       |       |  |
|  | 4                | BC Luleå            | 5                | Jämtland Basket     | 3 | 1                   |             |             |  |   |                  |       |       |  |
|  | 4                | BC Luleå            |                  |                     |   |                     |             |             |  |   |                  |       |       |  |
|  | 5                | Jämtland Basket     | 3                |                     |   |                     |             |             |  |   |                  |       |       |  |
|  | 5                | Jämtland Basket     | 3                |                     |   |                     |             |             |  | 1 | Södertälje Kings | 0     |       |  |
|  |                  |                     |                  |                     |   |                     |             |             |  | 1 | Södertälje Kings | 0     |       |  |
|  |                  |                     | 2                | Norrköping Dolphins | 4 |                     |             |             |  |   |                  |       |       |  |
|  | 2                | Norrköping Dolphins | 2                | Norrköping Dolphins | 4 | 3                   |             |             |  |   |                  |       |       |  |
|  | 2                | Norrköping Dolphins |                  |                     |   |                     |             |             |  |   |                  |       |       |  |
|  | 7                | Köping Stars        | 1                |                     |   |                     |             |             |  |   |                  |       |       |  |
|  | 7                | Köping Stars        | 1                |                     | 2 | Norrköping Dolphins | 4           |             |  |   |                  |       |       |  |
|  |                  |                     |                  |                     | 2 | Norrköping Dolphins | 4           |             |  |   |                  |       |       |  |
|  |                  |                     | 6                | KFUM Nässjö         | 2 |                     |             |             |  |   |                  |       |       |  |
|  | 3                | Borås Basket        | 6                | KFUM Nässjö         | 2 | 2                   |             |             |  |   |                  |       |       |  |
|  | 3                | Borås Basket        |                  |                     |   |                     |             |             |  |   |                  |       |       |  |
|  | 6                | KFUM Nässjö         | 3                |                     |   |                     |             |             |  |   |                  |       |       |  |
|  | 6                | KFUM Nässjö         | 3                |                     |   |                     |             |             |  |   |                  |       |       |  |
|  |                  |                     |                  |                     |   |                     |             |             |  |   |                  |       |       |  |